# Duitsland op het Eurovisiesongfestival 1965
Ein Lied für Neapel was de West-Duitse voorronde voor het Eurovisiesongfestival 1965. De uitzending werd gepresenteerd door Henno Lohmeyer. Net zoals vorig jaar kreeg de winnaar van Ein Lied für ... 0 punten op het songfestival.
| Nr. | Vertolker       | Titel (Muziek/Tekst)                             | Plaats | Punten |
| --- | --------------- | ------------------------------------------------ | ------ | ------ |
| 01  | Ulla Wiesner    | Paradies, wo bist Du? (Hans Blum & Barbara Kist) | 1.     | 8      |
| 02  | Peter Beil      | Nur aus Liebe (Uwe M. Bowien)                    | 4.     | 0      |
| 03  | Angelina Monti  | Robertino (Günther Sonnborn)                     | 2.     | 2      |
| 04  | Leonie Brückner | Auch du wirst geh'n (Karl Götz)                  | 4.     | 0      |
| 05  | Nana Gualdi     | Wunder, die nie geschehen (Jupp Schmitz)         | 3.     | 1      |
| 06  | René Kollo      | All das Glück auf dieser Welt (Joe Menke)        | 4.     | 0      |